# Factor biòtic
Els factors biòtics o components biòtics són les coses que donen forma a un ecosistema. Un factor biòtic és qualsevol component viu que afecta un altre organisme, incloent-hi els animals que consumeixen l'organisme en qüestió, i l'aliment viu que l'organisme consumeix. Cada factor biòtic necessita energia per a funcionar i aliment per a un creixement adequat. Els factors biòtics inclouen la influència humana.
Els components biòtics es contrasten amb els components abiòtics, els quals són components no vius del medi ambient d'un organisme, com són la temperatura, la llum, la humitat, els corrents d'aire, etc.
Els factors biòtics normalment inclouen:
- Productors, és a dir, autòtrofs: per exemple, les plantes que converteixen l'energia provinent del Sol, o d'altres fonts com les surgències hidrotermals, en aliment.
- Consumidors, és a dir, heteròtrofs: per exemple, els animals que depenen dels productors per a alimentar-se.
- Decomponedors, és a dir, detritívors: per exemple, els fongs i bacteris; degraden productes químics dels productors i consumidors en formes simples que es poden reutilitzar.